# クチベニツキガイ
クチベニツキガイ (口紅月貝、学名  Codakia punctata)はツキガイ科Lucinidaeに分類される二枚貝の1種で、宮古島など熱帯西太平洋の砂浜で普通に見られる種である。食用になる。

## 分布
奄美諸島以南の熱帯インド-西太平洋。

## 形態
殻は丸くて厚いがふくらみは弱く平たい。殻長約7cm以下。表面に細い溝が粗く放射。内面周縁が紅色。ツキガイ科の特徴として、全部閉殻筋痕は細長く套線から外れた方向へ伸びる。外套線は湾入しない。

## 生態
潮間帯から水深20mの砂底に生息し、場所によっては多数生息する。ツキガイ科の特徴として、鰓の中に硫黄酸化細菌を共生させ栄養分を得る。水管の代わりに足を長く伸ばして吸水路を確保し酸素を取り込む。

フィジーとサイパンの砂浜に打上げた片貝